# Rivière aux Outardes Est
Rivière aux Outardes Est är ett vattendrag i Kanada.   Det ligger i provinsen Québec, i den sydöstra delen av landet, 130 km öster om huvudstaden Ottawa.
Omgivningarna runt Rivière aux Outardes Est är en mosaik av jordbruksmark och naturlig växtlighet. Runt Rivière aux Outardes Est är det glesbefolkat, med 17 invånare per kvadratkilometer.